# Šitennódži
Šitennódži (japonsky 四天王寺, též Arahakadži, Nanbadži, či Mitsudži) je buddhistický chrám v Ósace v Japonsku. Někdy bývá považován za první buddhistický a nejstarší oficiálně fungující chrám v Japonsku, ačkoli chrámové budovy byly během staletí několikrát přestavěny. Je jedním z chrámů mahájánové buddhistické školy Tendai.

## Historie
Princ Šótoku byl znám svým silným buddhistickým přesvědčením ještě v dobách, než se buddhismus v Japonsku během 6. století široce rozšířil. Ve snaze zpopularizovat buddhismus, zahájil princ mohutnou celonárodní kampaň propagující toto učení a objednal stavbu chrámu Šitennódži. Roku 578 pozval do Japonska tři zkušené korejské tesaře z bývalého království Päkče, aby s sebou do země přinesli potřebné znalosti a řídili stavbu Šitennódži. Původní chrámové stavby byly během staletí několikrát přestavěny a upraveny. Většina současných budov pochází z doby poslední celkové obnovy chrámu v roce 1963. Jeden z korejských mistrů tesařů, kteří řídili stavbu Šitennódži, Šigemicu Kongó, založil již v roce 578 firmu Kongó Gumi, která se specializovala na stavbu chrámů a svatyní. Kongó Gumi tak byla nejstarší nepřetržitě fungující firmou na světě Její samostatná existence skončila po 1428 letech v roce 2006, poté co ji převzala korporace Takamatsu Construction Group.

## Popis
Šitennó jsou považováni za čtyři nebeské krále. Chrám, který nechal princ Šótoku postavit na jejich počest, měl čtyři instituce, z nichž každá měla napomoci Japoncům dosáhnout vyšší civilizační úrovně. Tyto čtyři instituce, japonsky šika-in (四箇院), byly soustředěny v sedmi budovách, které tvoří ideální sestavu buddhistického chrámu, japonsky šičidó garan (伽藍, celek uvnitř zdí). Obsahoval Kjóden-in (zařízení pro náboženství a vzdělávání), Hiden-in (zařízení sociální péče), Rjóbjó-in (nemocnici) a Seijaku-in (lékárnu), které poskytovaly Japoncům základní péči.
Garan sestával z pětipatrové, 29 m vysoké pagody, hlavního Zlatého pavilonu (kondó), v němž se nacházela podobizna bódhisattvy Kannon (観音), přednáškové síně (kódó) s „Buddhou Neomezeného světla“ a krytou chodbou se třemi branami (Bránou bohů, Západní bránou a Východní bránou). Tento ústřední komplex obklopují Velká jižní brána (Nandaimon) a Velká východní brána (Higaši-no-ómon). Na západě stojí Velká západní brána (Niši-no-ómon). Dál na západ od ní se nachází tradiční brána torii, která je obecně přijímána jako východní brána do Západního ráje neboli Čisté země.

## Galerie

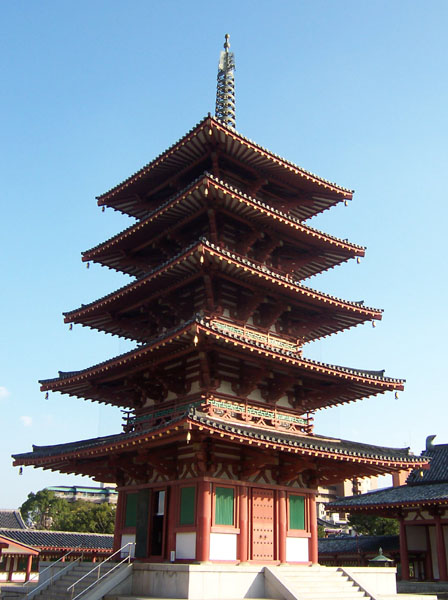
Pagoda
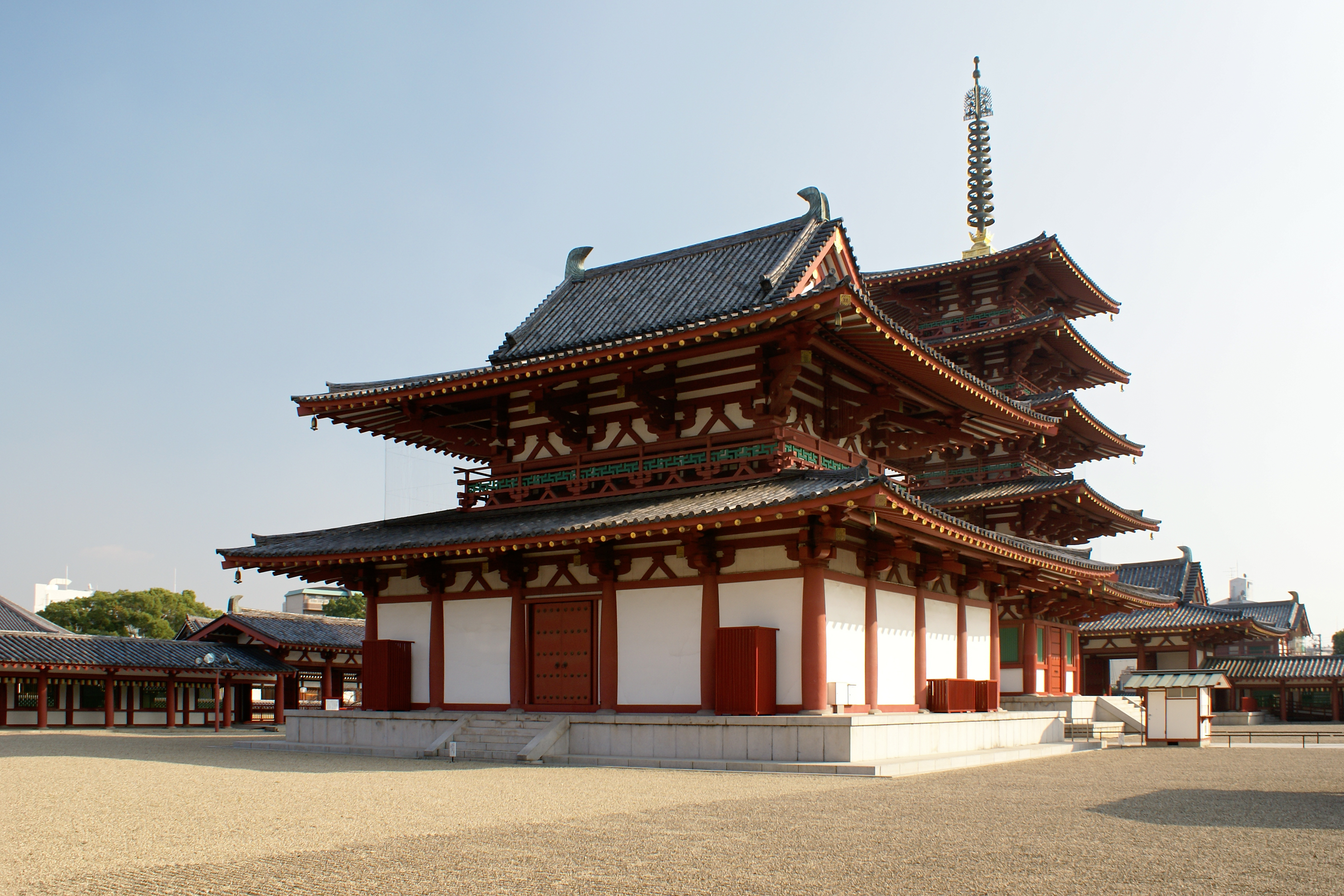
Kondó
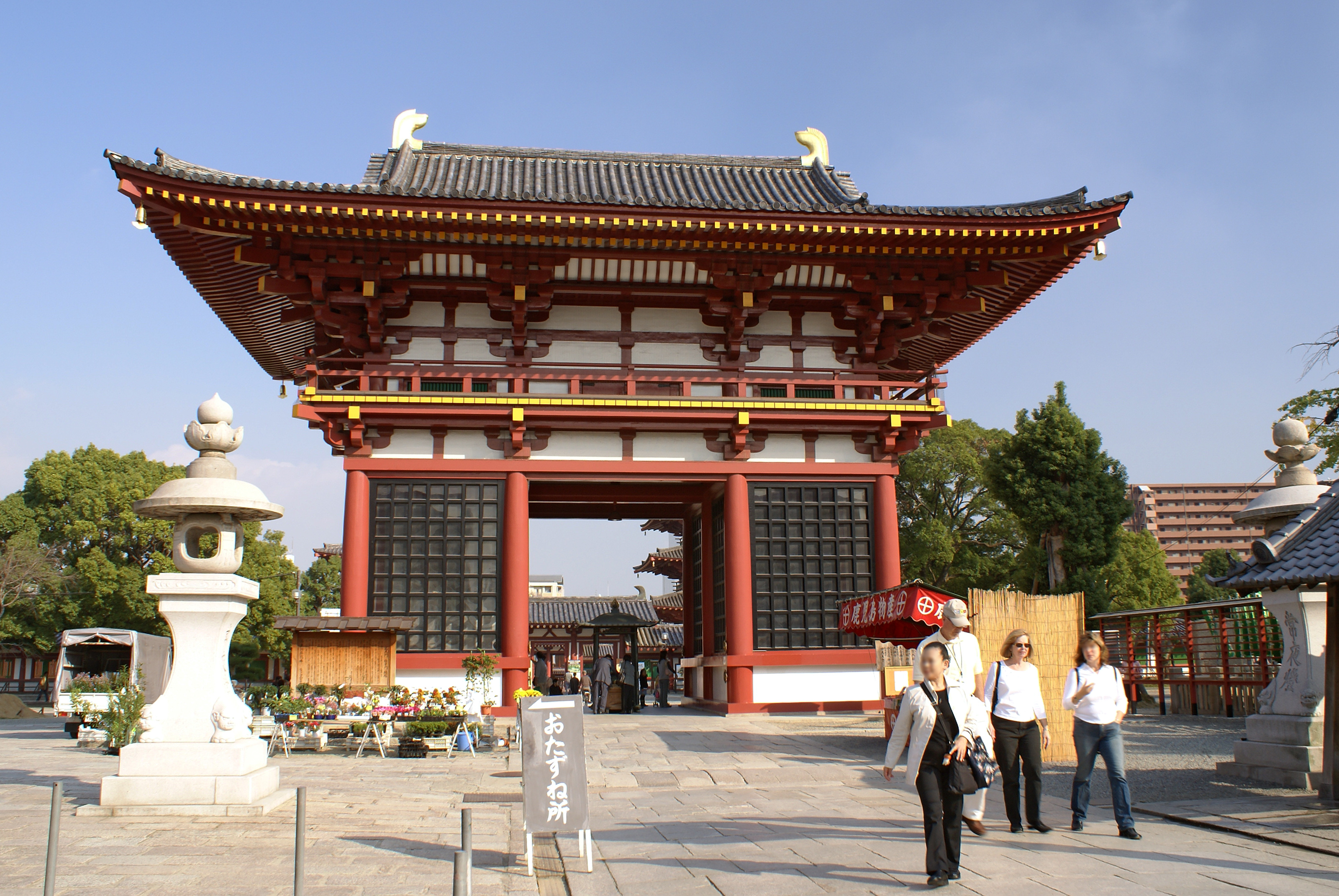
Velká západní brána
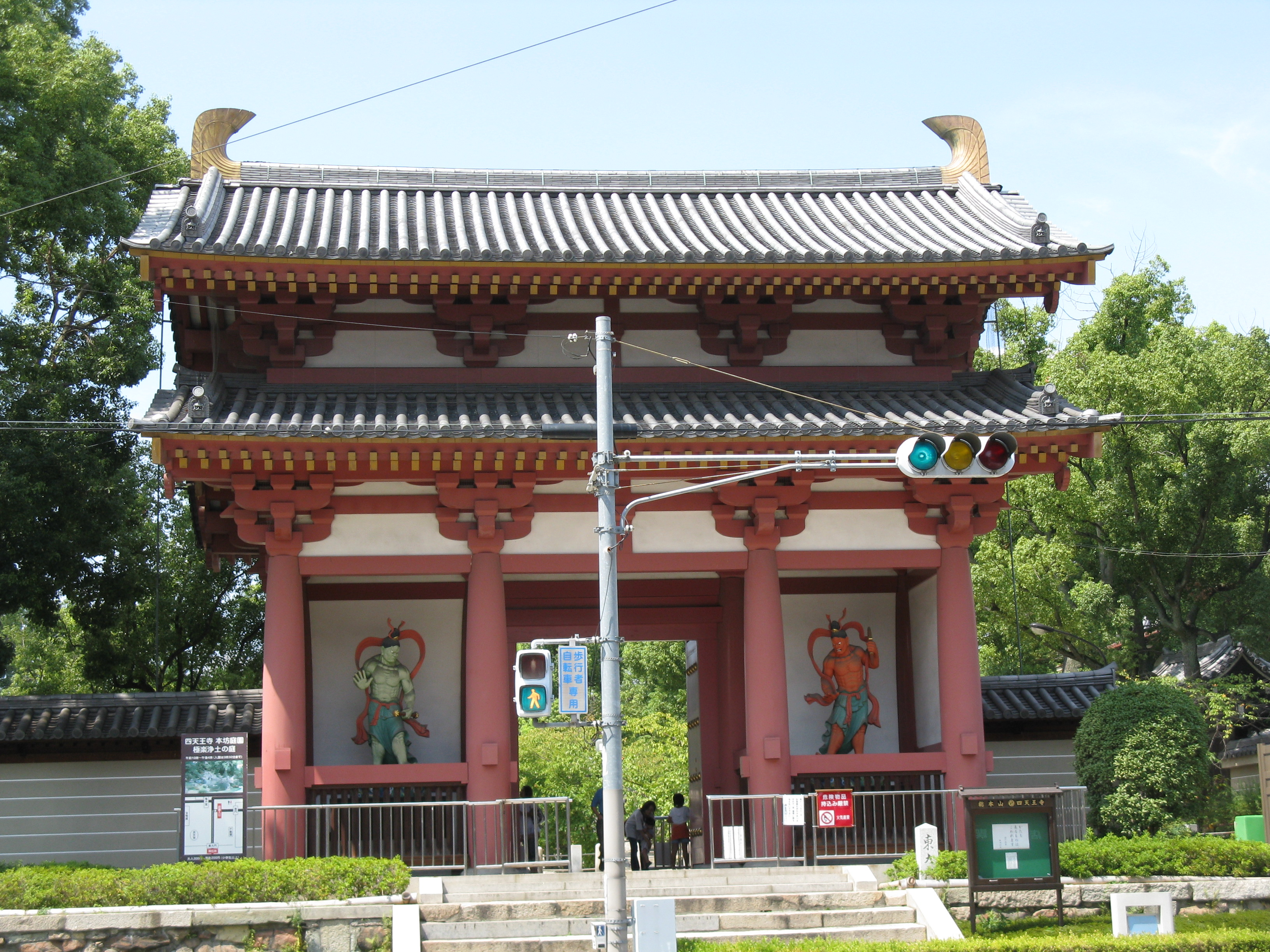
Velká východní brána
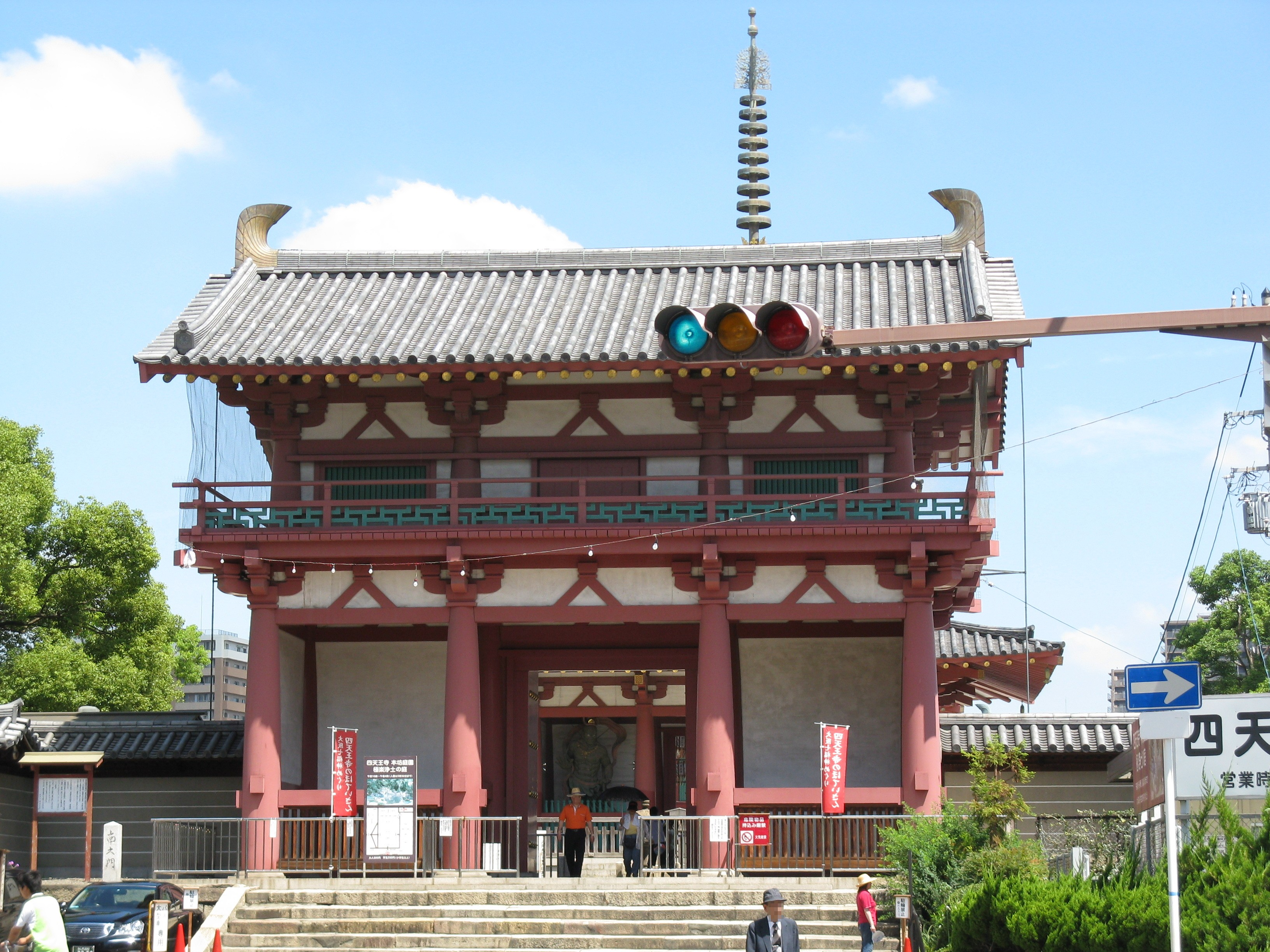
Velká jižní brána
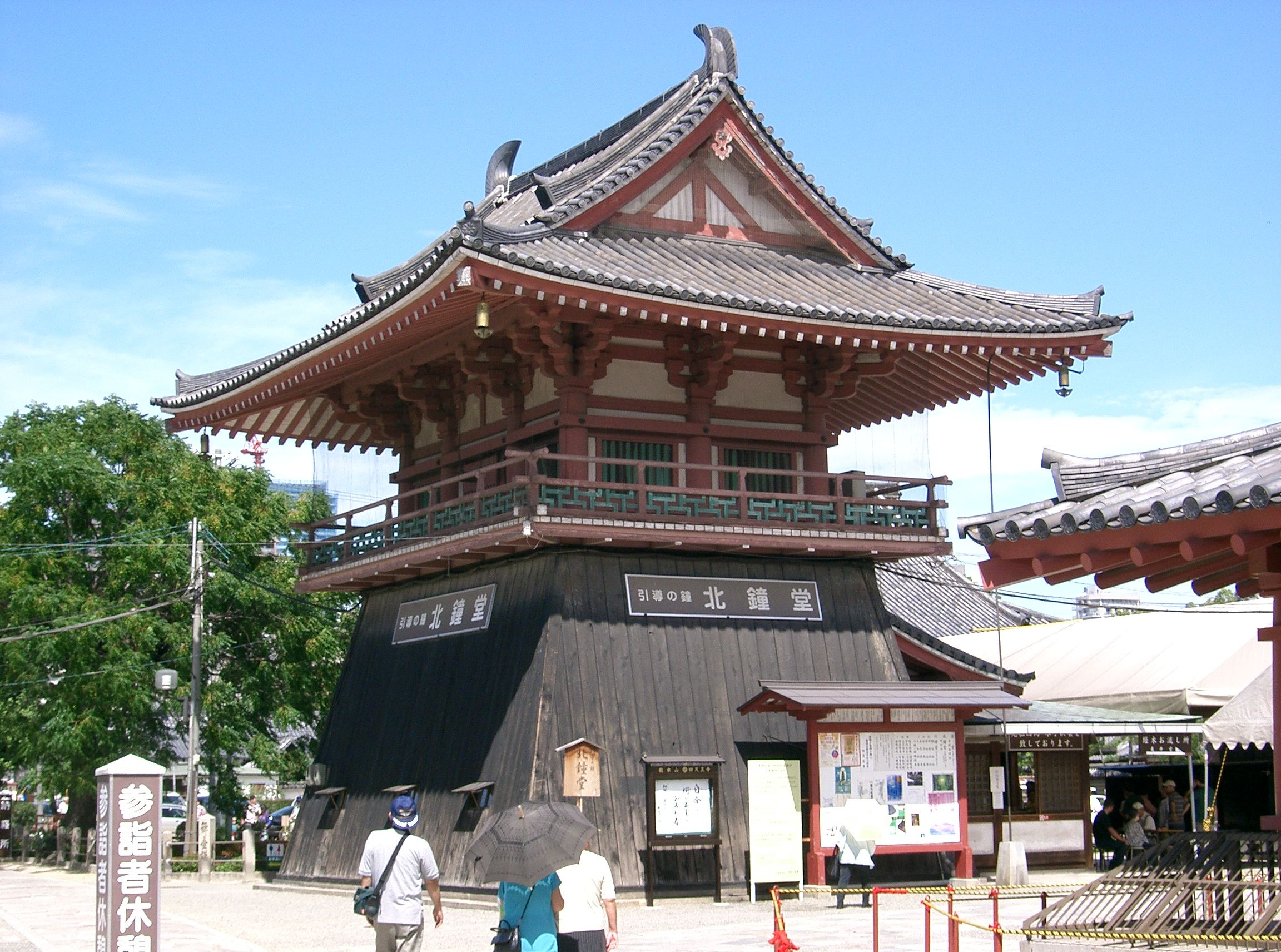
Severní zvonice
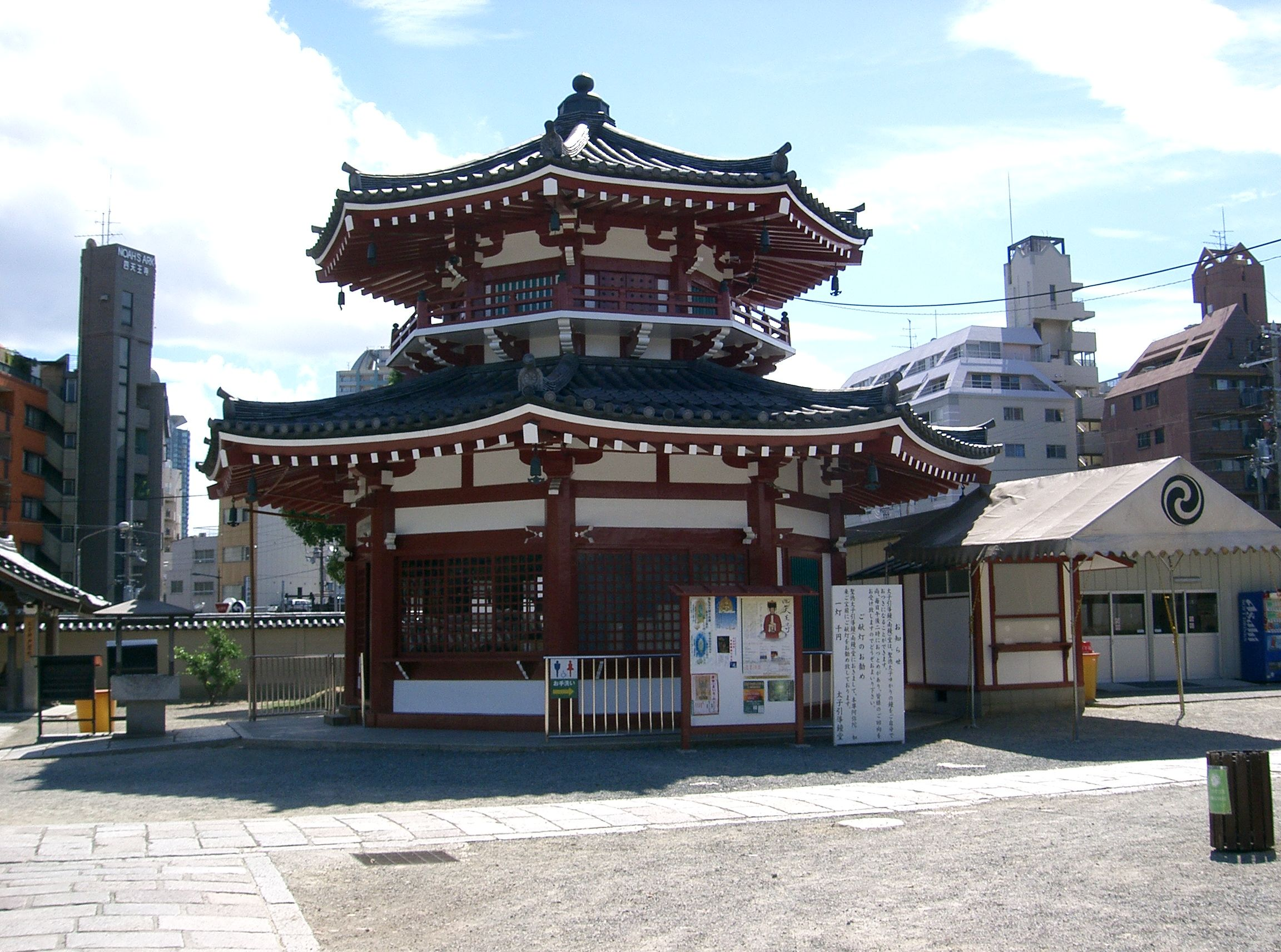
Jižní zvonice
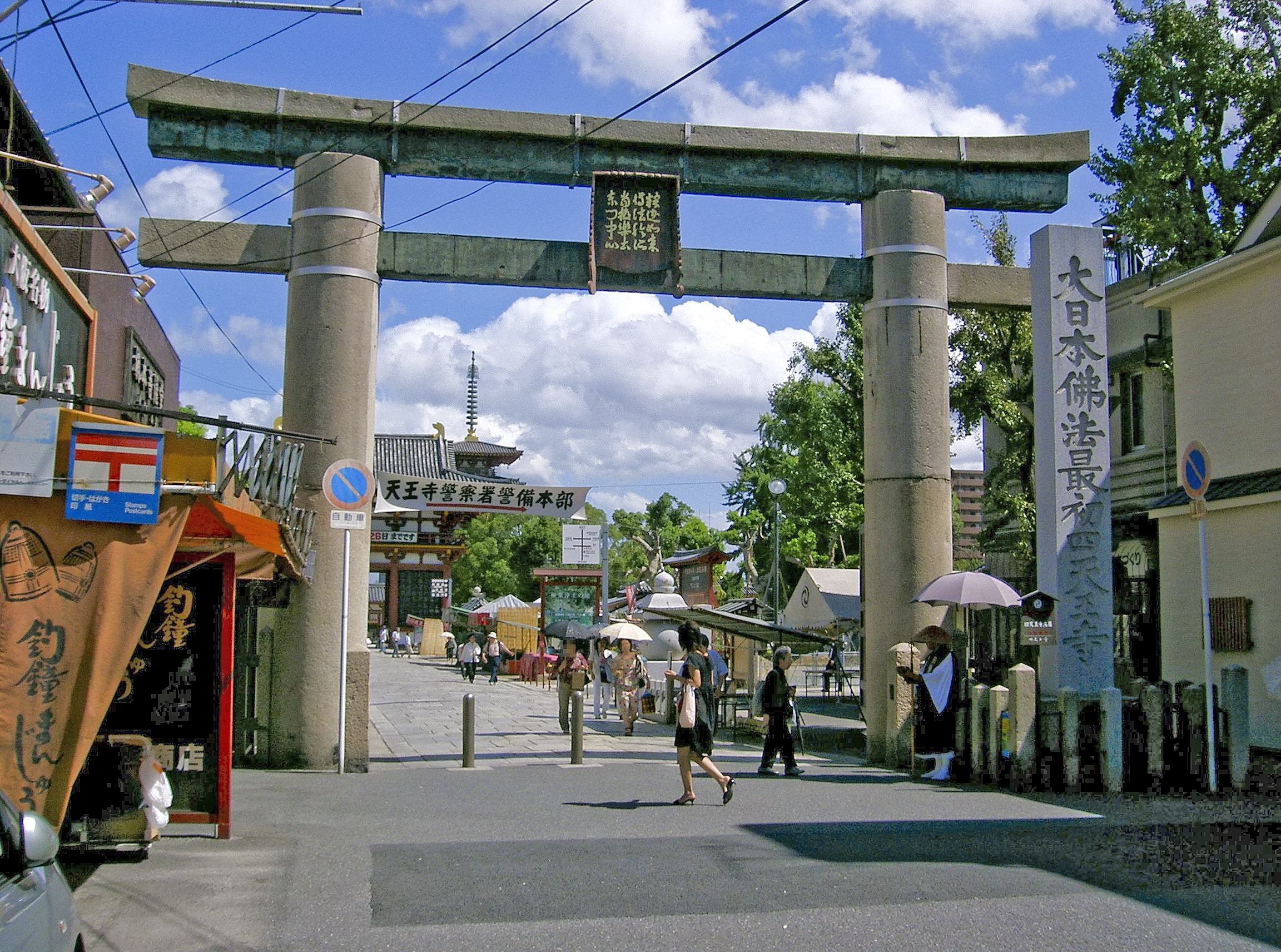
Kamenné torii
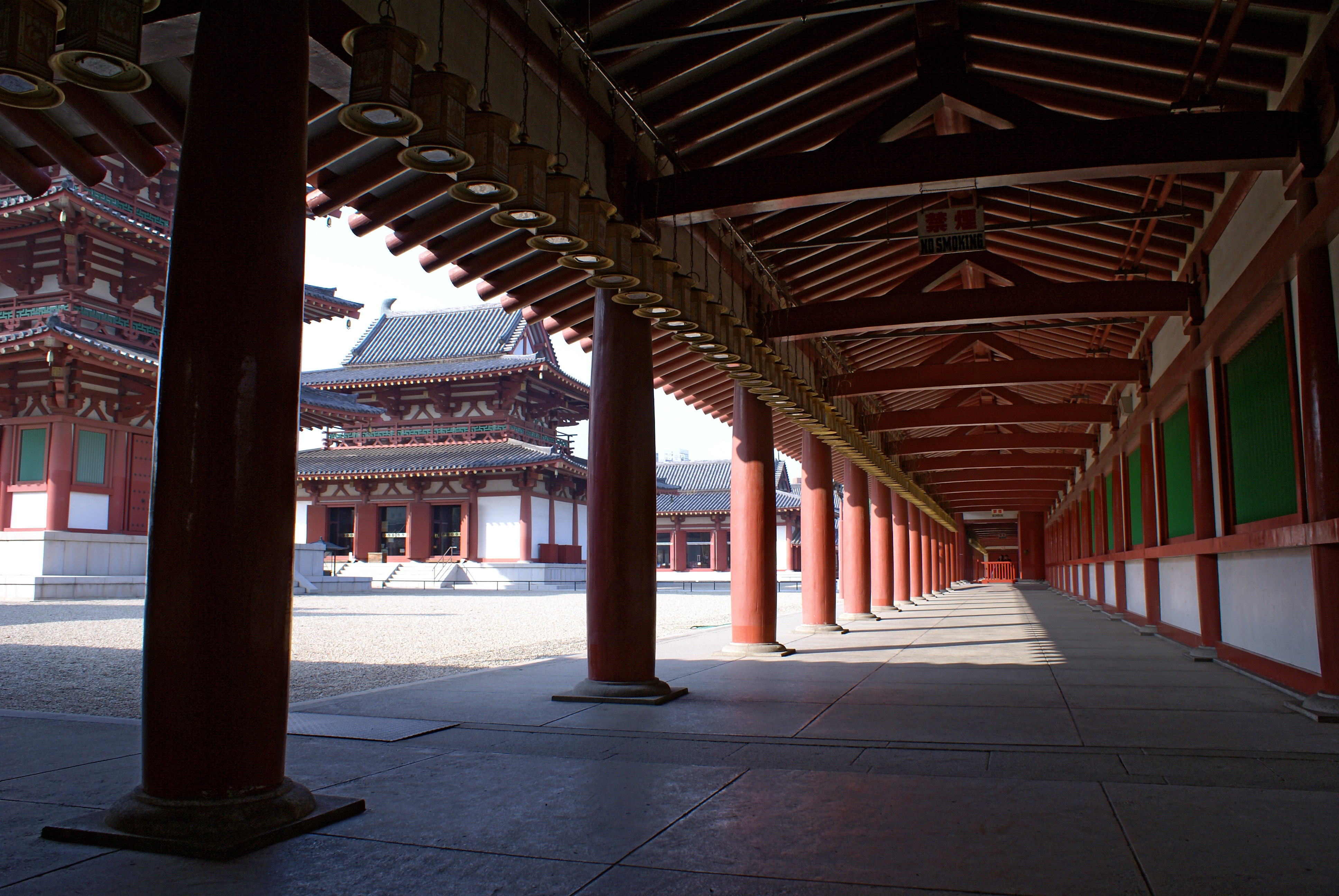
Nádvoří